# Ganekal, Devadurga
Ganekal là một làng thuộc tehsil Devadurga, huyện Raichur, bang Karnataka, Ấn Độ.